# Apelo Democrata-Cristão

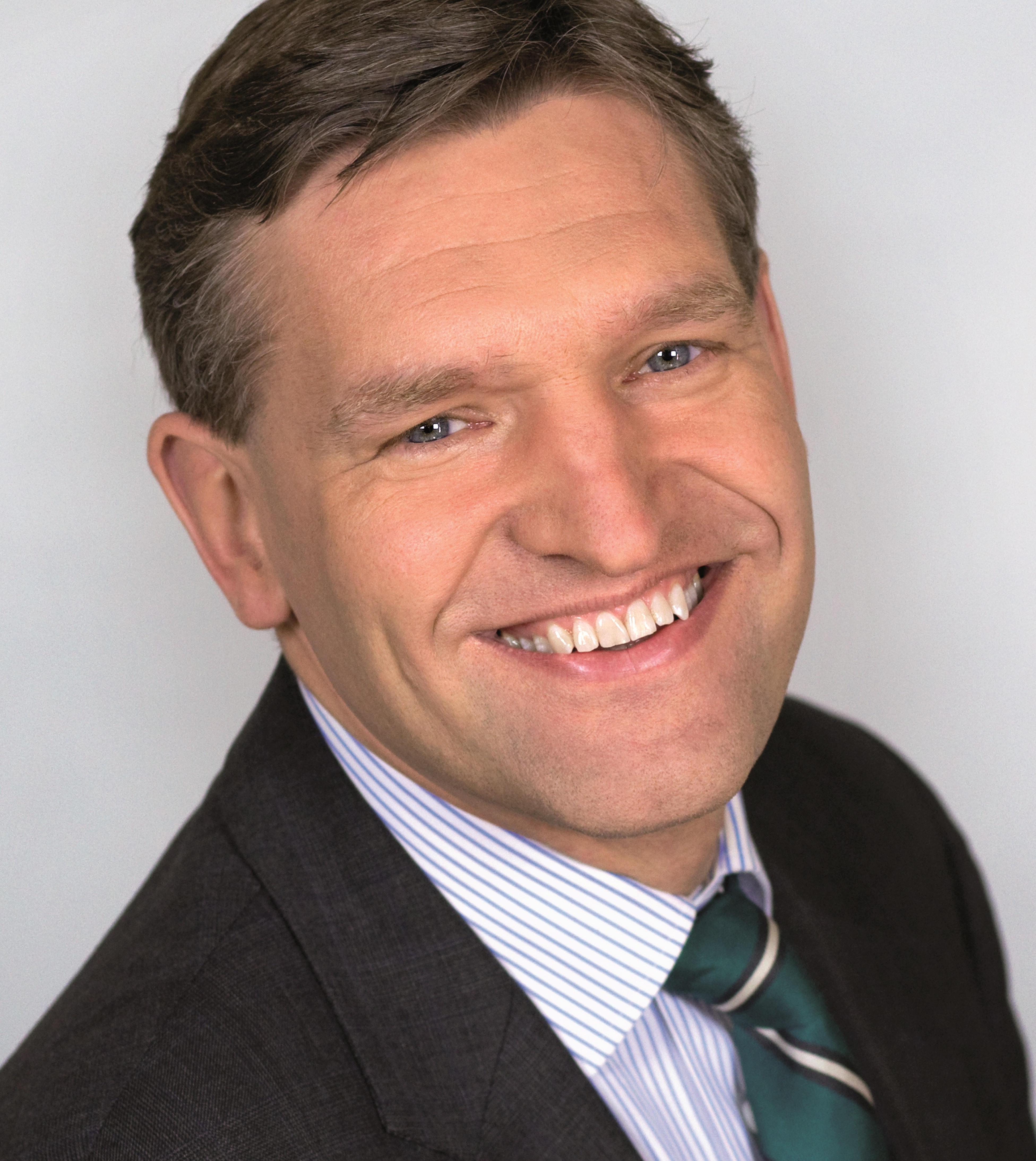
Sybrand van Haersma Buma

O Apelo Democrata-Cristão (neerlandês: Christen-Democratisch Appèl, CDA) é um partido político cristão-democrata dos Países Baixos. No espectro político neerlandês, ele é considerado ideologicamente um partido de centro-direita. A Bíblia não está acima das posições políticas, mas é vista como fonte de inspiração para os seus membros. O CDA faz parte do Governo Mark Rutte III.

## História

### História anterior a 1977
Desde 1880, os partidos católicos e protestantes vinham trabalhando em conjunto no âmbito da chamada coalizão. Eles compartilhavam do interesse comum no financiamento público das escolas religiosas. Em 1888 eles formaram o primeiro governo democrata-cristão, liderado pelo anti-revolucionário barão Æneas Mackay Jr.. A cooperação não foi tranqüila e, em 1894, os conservadores, antipapistas, deixaram o Partido Anti-revolucionário protestante, para fundar a União dos Históricos Cristãos. Os principais pontos de discordância entre protestantes e católicos eram a posição da representação neerlandesa na Santa Sé e o futuro das Índias Orientais Neerlandesas.
Desde 1918 os três partidos tinham a maioria nas duas casas do parlamento, e pelo menos, dois dos três partidos estavam representados no gabinete. Esta maioria durou até 1967. Depois da guerra, os três partidos democrata-cristãos eram: o Partido Popular Católico (KVP), o protestante Partido Anti-revolucionário (ARP), e o protestante União dos Históricos Cristãos (CHU).
Na década de 1960, a sociedade neerlandesa tornou-se mais secularizada, os pilares enfraqueceram e os eleitores começaram a afastar-se dos três partidos democrata-cristãos. Nas eleições de 1963 os três partidos detinham 51% dos votos, nas eleições de 1972 eles detinham apenas 32%. Este declínio forçou os três partidos a trabalharem mais em conjunto. Em 1967, o Grupo dos Dezoito foi formado: era um think tank de seis destacados políticos por partido, que planejaram a futura cooperação dos três partidos. Em 1968 os três líderes políticos dos partidos (Norbert Schmelzer (KVP), Barend Biesheuvel (ARP) e Jur Mellema (CHU)) fizeram uma aparição pública, afirmando que os três partidos continuariam a trabalhar em conjunto. Isto causou uma força progressista dentro dos três partidos, especialmente no ARP e KVP, que chegaram a lamentar suas afiliações políticas. Em 1968, eles fundaram o Partido Político dos Radicais, um partido de esquerda que buscou cooperação com o social-democrata Partido do Trabalho (PvdA). Entretanto, local e provincialmente, os três partidos tinham entre si muito bom entrosamento, em algumas áreas eles formaram um partido parlamentar democrata-cristão e apresentaram uma lista de candidatos. Nas eleições de 1971 os três partidos apresentaram um programa político comum, que estabelecia a base para o gabinete Biesheuvel.
Depois das desastrosas eleições de 1972, a cooperação ganhou novo impulso. Piet Steenkamp, um membro da Câmara Baixa do parlamento pelo KVP, foi nomeado presidente de um conselho que lançaria as bases para uma federação formada pelos três partidos, e lançaria um manifesto comum dos princípios. Em 1973 esta federação foi oficialmente constituída, com Steenkamp como presidente. A cooperação foi frustrada pela formação do gabinete den Uyl, criado pelo líder do social-democrata PvdA e o primeiro-ministro dos Países Baixos, Joop den Uyl. Den Uyl não permitiu a presença de membros do CHU em seu gabinete. Isto levou a uma situação onde o CHU, ARP e KVP formavam uma federação e tinham um grupo parlamentar nas duas casas do parlamento, mas apenas o KVP e o ARP forneceram ministros e secretários para o governo. O gabinete den Uyl foi marcado por conflitos políticos e pessoais. Outra questão que dividiu os três partidos foi o lugar que a Bíblia iria ocupar no novo partido.

### 1977-1994
Nas eleições de 1977, os partidos apresentaram uma lista comum nas eleições parlamentares. O ministro da Justiça do KVP, Dries van Agt, foi o candidato principal. Na campanha eleitoral ele deixou claro que o CDA era um partido de centro, que não penderia para a esquerda ou para a direita. Os três partidos foram capazes de estabilizar a sua proporção de voto. O resultado eleitoral forçou van Agt a iniciar conversações com den Uyl. A animosidade entre van Agt, que tinha sido vice-primeiro-ministro no gabinete den Uyl, e den Uyl, frustraram as negociações. Depois de mais de 300 dias de negociações, eles anunciaram oficialmente que não haveria entendimento entre eles, e van Agt negociou um gabinete com os conservadores liberais do VVD. O primeiro gabinete van Agt tinha uma maioria muito estreita. O inesperado gabinete com o VVD levou a uma divisão interna no recém-fundado CDA entre seus membros mais progressistas e os mais conservadores. Os progressistas permaneceram dentro do partido, e eram conhecidos como legalistas. Em 11 de outubro de 1980, os três partidos originais deixaram de existir e o CDA foi fundado como um partido unitário. Após as eleições de 1981, o VVD e o CDA perderam sua maioria, e o CDA foi forçado a cooperar com o PvdA. Van Agt tornou-se primeiro-ministro e den Uyl, o vice-primeiro-ministro. O segundo gabinete van Agt foi permeado por conflitos ideológicos e pessoais, e caiu após um ano.
Depois das eleições de 1982, o primeiro gabinete Lubbers CDA/VVD foi apoiado por pela maioria no parlamento. O novo líder do CDA, Ruud Lubbers, colocou em prática um ambicioso programa de reformas, que incluiu cortes no orçamento, reforma pensionária dos idosos e deficientes e a liberalização dos serviços públicos. Lubbers venceu as eleições de 1986 e 1989, ele não foi só apoiado pelos cristãos, como também por pessoas não-religiosas. Contudo, em 1989, apesar do CDA ganhar as eleições, ele não conseguiu obter a maioria no parlamento junto com seu parceiro de coalizão, o VVD. O CDA foi forçada a cooperar com o PvdA. No terceiro gabinete Lubbers, o projeto ambicioso de reformas teve continuidade, com algumas adaptações e protestos do PvdA.

### 1994-presente

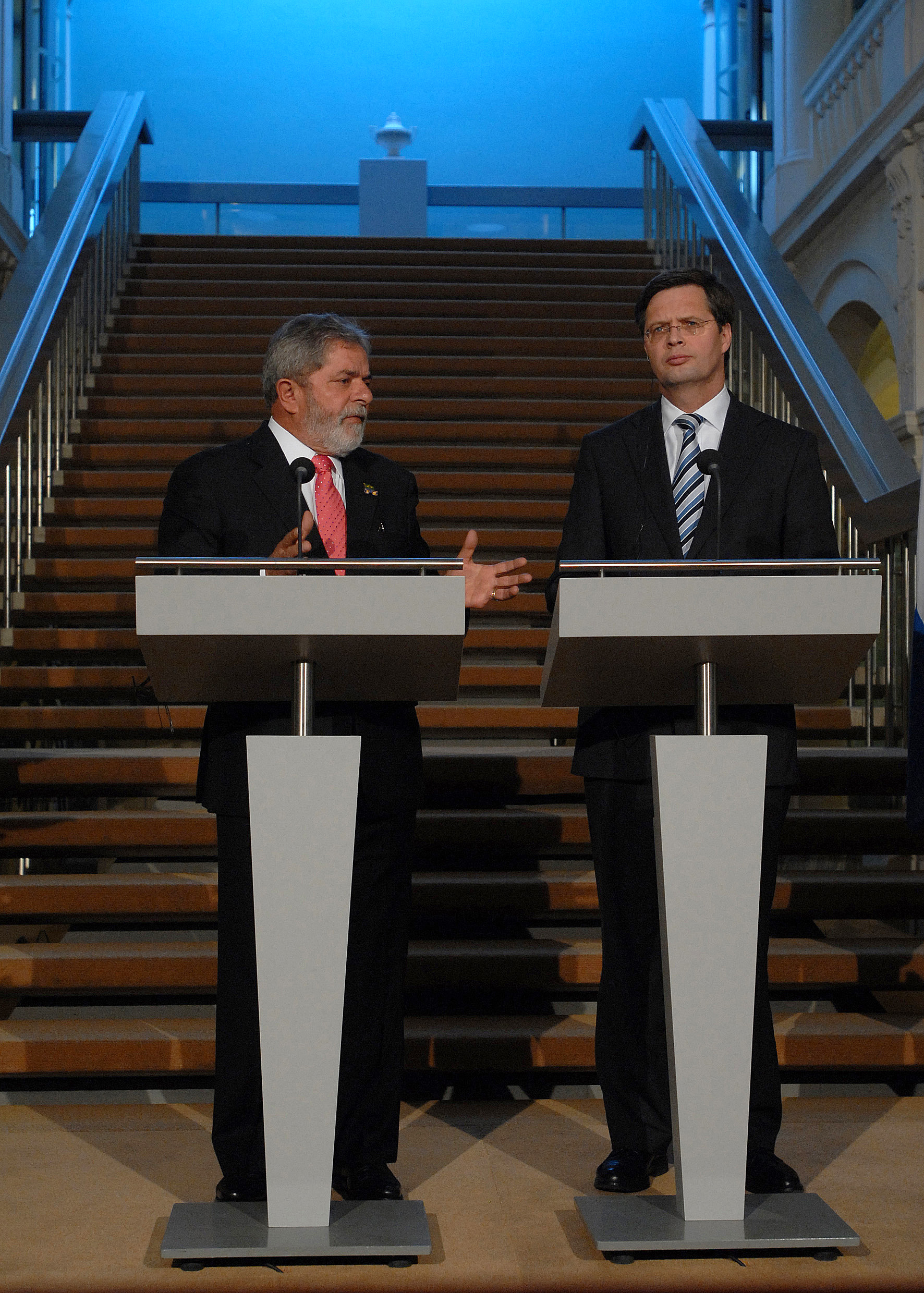
Jan Peter Balkenende (direita) com Luiz Inácio Lula da Silva, em 2008.

As eleições de 1994 revelaram-se fatais para o CDA: conflitos pessoais entre o primeiro-ministro Lubbers, e o Lijsttrekker Eelco Brinkman, a falta de apoio para as reformas pensionárias dos idosos e dos deficientes, e a visível arrogância do CDA, causou uma enorme derrota. Um novo governo foi formado, pela primeira vez desde 1918 sem ministros democrata-cristãos. O CDA foi confinado à oposição. O partido foi perturbado por lutas internas com relação à liderança. O partido também refletiu sobre os seus princípios: começou a orientar-se mais em ideais comunitaristas.
Durante as tumultuadas eleições de 2002, que viu o assassinato de Pim Fortuyn, muitas pessoas procuraram refúgio com o CDA, esperando que este partido pudesse trazer alguma estabilidade à política neerlandesa. O CDA comandou a coalizão Balkenende, com o VVD e o LPF. Esse gabinete caiu devido às lutas internas dentro do LPF. Depois das eleições de 2003, os democrata-cristãos foram obrigados a iniciar negociações para a formação do gabinete com o PvdA. Atritos pessoais entre Balkenende e o líder do PvdA, Wouter Bos, frustraram essas negociações. Balkenende posteriormente formou uma coalizão com os conservadores e os progressistas liberais. A coalizão propôs um programa ambicioso de reformas, incluindo a de leis mais restritivas de imigração, democratização das instituições políticas e reformas do sistema de previdência social e leis trabalhistas. Esse gabinete chegou ao fim em junho de 2006, em consequência do questionamento da cidadania neerlandesa de Ayaan Hirsi Ali.
Depois das eleições de 2006, o CDA mudou radicalmente seu rumo: ele formou um novo gabinete, ainda liderado por Balkenende, mas agora com o social-democrata PvdA e o social-cristão ChristenUnie. A política do gabinete é mais progressista, implicando em um aumento das despesas públicas financiadas por impostos mais altos.

## Ideologia e propostas
O CDA é um partido democrata-cristão, mas a Bíblia só é vista como uma fonte de inspiração para os seus membros do parlamento. O partido possui também membros judeus, islâmicos e hindus no parlamento, e isso favorece a integração das minorias muçulmanas na cultura neerlandesa e opõe-se ao radicalismo islâmico.
O partido tem quatro grandes ideais: a responsabilidade partilhada, liberdade, justiça e solidariedade. Responsabilidade partilhada refere-se à forma como a sociedade deve ser organizada: uma única organização não deve controlar toda a sociedade, ao contrário, o Estado, o mercado e as instituições sociais, como as Igrejas  e uniões devem trabalhar em conjunto. Isso é chamado de soberania da esfera social, um conceito de base da filosofia política protestante. Além disso, isto refere-se à forma como o Estado deve ser organizado. Não apenas um nível do Estado deve ter o controle total, mas a responsabilidade deve ser partilhada entre municípios, províncias, nacional e governo europeu. Isso é chamado subsidiariedade no pensamento político católico. Em relação à liberdade, os cristãos-democratas referem-se ao modo como nós devemos tratar nosso planeta: a Terra é um presente de Deus. Por isso temos de tentar preservar o nosso meio ambiente.
Na prática, isto significa que o CDA é um partido centrista, com tendências  conservadoras.
- O déficit do Estado deve ser restituído em uma geração, para lidar com os efeitos do envelhecimento da população.
- A tolerância com as drogas leves deve chegar ao fim, além disso, as práticas de prostituição, aborto e eutanásia devem ser mais limitadas.
- O partido é um constante defensor da integração européia e da possibilidade de inclusão futura da Turquia na União Européia.
- O partido quer fazer com que escolas e hospitais tornem-se mais responsáveis por sua própria política, em vez de serem regulamentados pelo governo.

### Novo rumo
No congresso do partido realizado a 21 de janeiro de 2012, o partido adotou uma viragem ao centro, apelidado pelo ex-ministro de Assuntos Sociais Aart-Jan de Geus como "centrista radical " ("het radicale midden"). O partido abandonou explicitamente seu antigo rumo de centro-direita. Apesar disso, o partido continuou sua coalizão com o VVD de centro-direita do primeiro-ministro Mark Rutte e do Partido para a Liberdade de Geert Wilders até o colapso do governo no final do ano.
O chamado Conselho Estratégico, que foi formado em 2011 e chefiado pelo ex-ministro Aart-Jan de Geus, que trabalhou em um relatório para redefinir o curso do partido, aconselhou o seguinte:
- limitação da chamada dedução do juro de hipoteca da casa;
- introdução de imposto fixo;
- política ecológica (tributo ambiental);
- uma política pró-europeia;
- uma política de imigração mais amigável;
- oportunidades iguais para todas as pessoas;
- mais investimento no ensino superior;
- e uma política social moderna.

Em 2014, o líder do partido, Van Haersma Buma, anunciou que o partido seria oficialmente a favor de um prefeito eleito (nos Países Baixos, os prefeitos são nomeados pelo Ministro da Administração Interna) embora a grande maioria de seus membros do partido se oponha a um prefeito eleito.

## Eleitorado
O CDA é apoiado principalmente pelos eleitores religiosos, tanto católicos quanto protestantes. Estes costumam viver nas zonas rurais e tendem a ser idosos. Em alguns períodos, no entanto, o CDA tem funcionado como um partido de centro, atraindo pessoas de todas as classes sociais e religiões.
Geograficamente, o CDA é particularmente forte nas províncias de Brabante do Norte, Limburgo e Overijssel e nas áreas de Veluwe e Westland. Nas eleições de 2006 o CDA recebeu o maior percentual de votos no município de Tubbergen, Overijssel (66,59% dos votos). O CDA é mais fraco, nas quatro cidades principais (Amesterdã, Roterdã, Utrecht e a Haia) e em Groninga e Drente.

## Organização

### Organização
O CDA tem 69 560 membros em 520 ramos municipais. Seu presidente atual é Peter van Heeswijk.

### Organizações afiliadas
O partido da juventude do CDA é o Juventude do Apelo Cristão-Democrático (CDJA, Christen-Democratische Jongeren Appèl). O CDA publica a revista mensal do CDA, e seu gabinete científico publica o 'Explorações Cristãs-Democráticas (Christen-Democratische Verkenningen).
Como conseqüência da pilarização, o CDA tem ainda muitos laços pessoais e ideológicos com organizações religiosas, tais como as grandes fundações de radiodifusão KRO e NCRV, o jornal Trouw, as organizações patronais NCW e o sindicato CNV.
O CDA participa do Instituto Neerlandês para a Democracia Multipartidária, uma organização de assistência à democracia composta por sete partidos políticos neerlandeses.

### Organizações internacionais
O CDA é um membro do Partido Popular Europeu e do Internacional Democrata Centrista

## Comparação internacional
Tal como um grande partido democrata-cristão, o CDA é comparável a outros partidos democratas-cristãos europeus como o alemão CDU. É o maior partido de centro dos Países Baixos, mas é mais centrista do que os conservadores britânicos. Na política dos Estados Unidos da América, o CDA é comparável aos centristas republicanos e mais conservador do que os democratas. Na política do Canadá, o CDA é comparável aos centristas conservadores e mais conservador do que os liberais.

## Resultados Eleitorais

### Eleições legislativas

#### Segunda Câmara

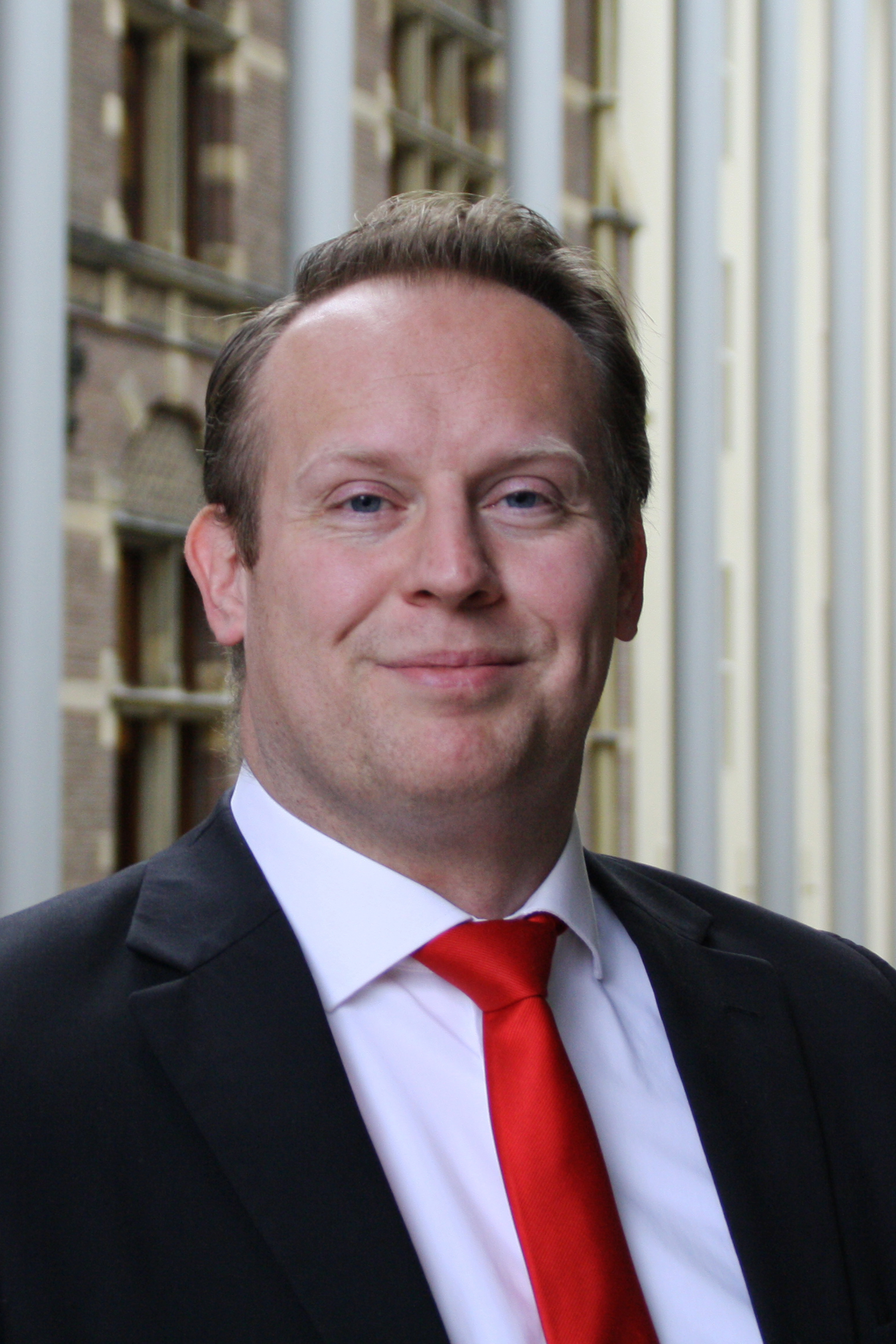
Pieter Heerma, líder do partido na Segunda Câmara.

| Data | Líder                    | CI. | Votos     | %              | +/-   | Deputados | +/-     | Status   |
| ---- | ------------------------ | --- | --------- | -------------- | ----- | --------- | ------- | -------- |
| 1981 | Dries van Agt            | 1.º | 2 677 259 | 30,81 / 100,00 |       | 48 / 150  |         | Governo  |
| 1982 | Dries van Agt            | 2.º | 2 420 441 | 29,39 / 100,00 | 1,42  | 45 / 150  | 3       | Governo  |
| 1986 | Ruud Lubbers             | 1.º | 3 172 918 | 34,59 / 100,00 | 5,20  | 54 / 150  | 9       | Governo  |
| 1989 | Ruud Lubbers             | 1.º | 3 140 502 | 35,31 / 100,00 | 0,7   | 54 / 150  | Estável | Governo  |
| 1994 | Elco Brinkman            | 2.º | 1 996 418 | 22,23 / 100,00 | 13,08 | 34 / 150  | 20      | Oposição |
| 1998 | Jaap de Hoop Scheffer    | 3.º | 1 581 053 | 18,37 / 100,00 | 3,86  | 29 / 150  | 5       | Oposição |
| 2002 | Jan Peter Balkenende     | 1.º | 2 653 723 | 27,93 / 100,00 | 9,56  | 43 / 150  | 14      | Governo  |
| 2003 | Jan Peter Balkenende     | 1.º | 2 763 480 | 28,62 / 100,00 | 0,69  | 44 / 150  | 1       | Governo  |
| 2006 | Jan Peter Balkenende     | 1.º | 2 608 573 | 26,51 / 100,00 | 2,11  | 41 / 150  | 3       | Governo  |
| 2010 | Jan Peter Balkenende     | 4.º | 1 281 886 | 13,61 / 100,00 | 12,90 | 21 / 150  | 20      | Governo  |
| 2012 | Sybrand van Haersma Buma | 5.º | 801 620   | 8,51 / 100,0   | 5,10  | 13 / 150  | 8       | Oposição |
| 2017 | Sybrand van Haersma Buma | 3.º | 1 301 796 | 12,38 / 100,0  | 3,87  | 19 / 150  | 6       | Governo  |
| 2021 | Wopke Hoekstra           | 4.º | 981 468   | 9,56 / 100,0   | 2,82  | 15 / 150  | 4       |          |

#### Primeira Câmara

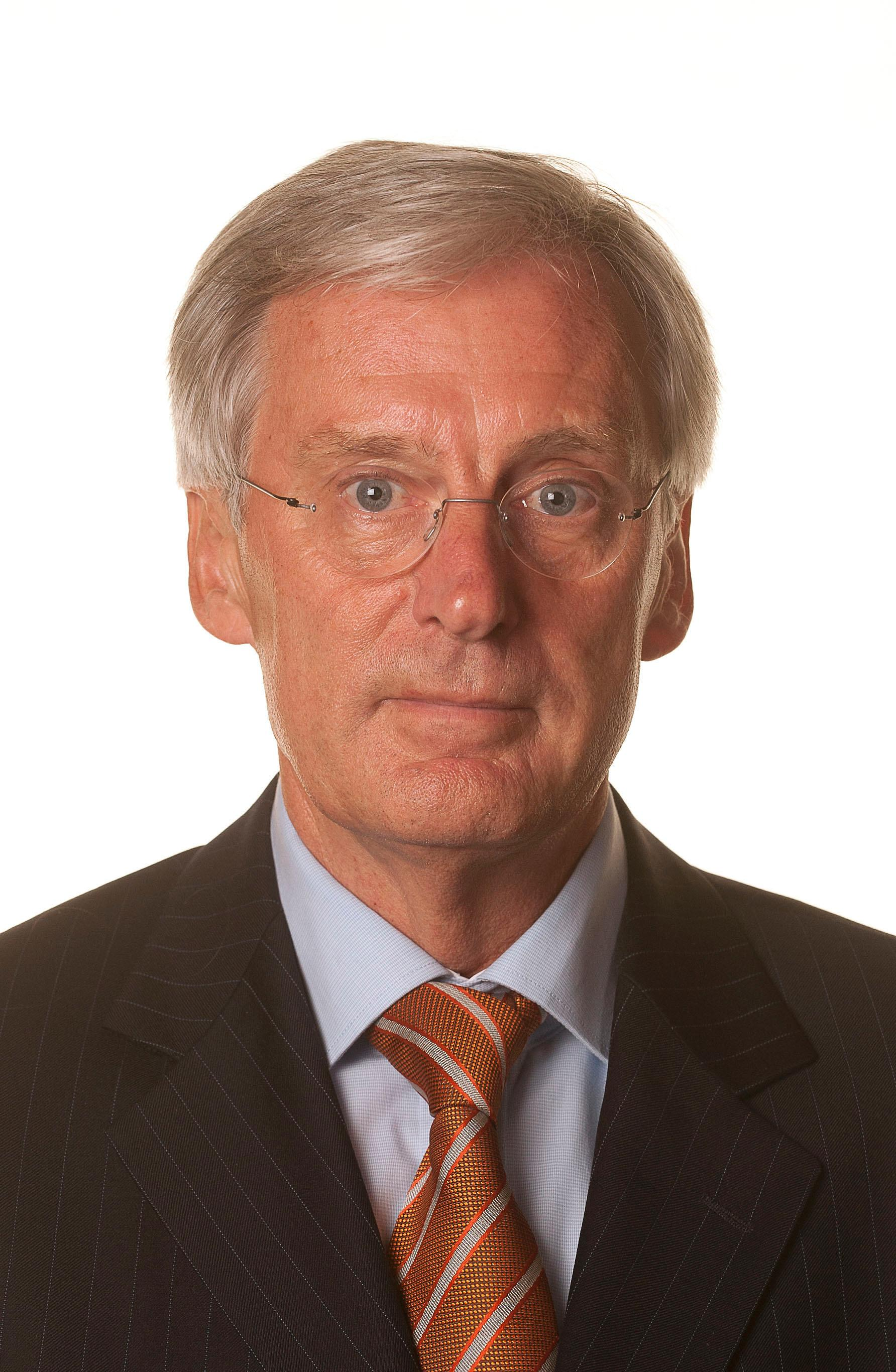
Ben Knapen, líder do partido na Primeira Câmara.

| Data | Líder                 | Cl. | Votos  | %              | +/-   | Deputados | +/-     |
| ---- | --------------------- | --- | ------ | -------------- | ----- | --------- | ------- |
| 1980 |                       | 1.º | N/A    |                |       | 27 / 75   |         |
| 1981 |                       | 1.º | N/A    |                |       | 28 / 75   | 1       |
| 1983 |                       | 1.º | N/A    |                |       | 26 / 75   | 2       |
| 1986 |                       | 1.º | N/A    |                |       | 26 / 75   | Estável |
| 1987 |                       | 1.º | N/A    |                |       | 26 / 75   | Estável |
| 1991 |                       | 1.º | N/A    |                |       | 27 / 75   | 1       |
| 1995 |                       | 2.º | N/A    |                |       | 19 / 75   | 8       |
| 1999 |                       | 1.º | 40 541 | 25,72 / 100,00 |       | 20 / 75   | 1       |
| 2003 | Yvonne Timmerman-Buck | 1.º | 46 848 | 28,98 / 100,00 | 3,26  | 23 / 75   | 3       |
| 2007 | Jos Werner            | 1.º | 43 501 | 26,67 / 100,00 | 2,31  | 21 / 75   | 2       |
| 2011 | Elco Brinkman         | 3.º | 24 260 | 14,61 / 100,00 | 12,06 | 11 / 75   | 10      |
| 2015 | Elco Brinkman         | 2.º | 25 145 | 14,87 / 100,00 | 0,26  | 12 / 75   | 1       |
| 2019 | Ben Knapen            | 3.º | 19 756 | 11,41 / 100,00 | 3,46  | 9 / 75    | 3       |

### Eleições europeias

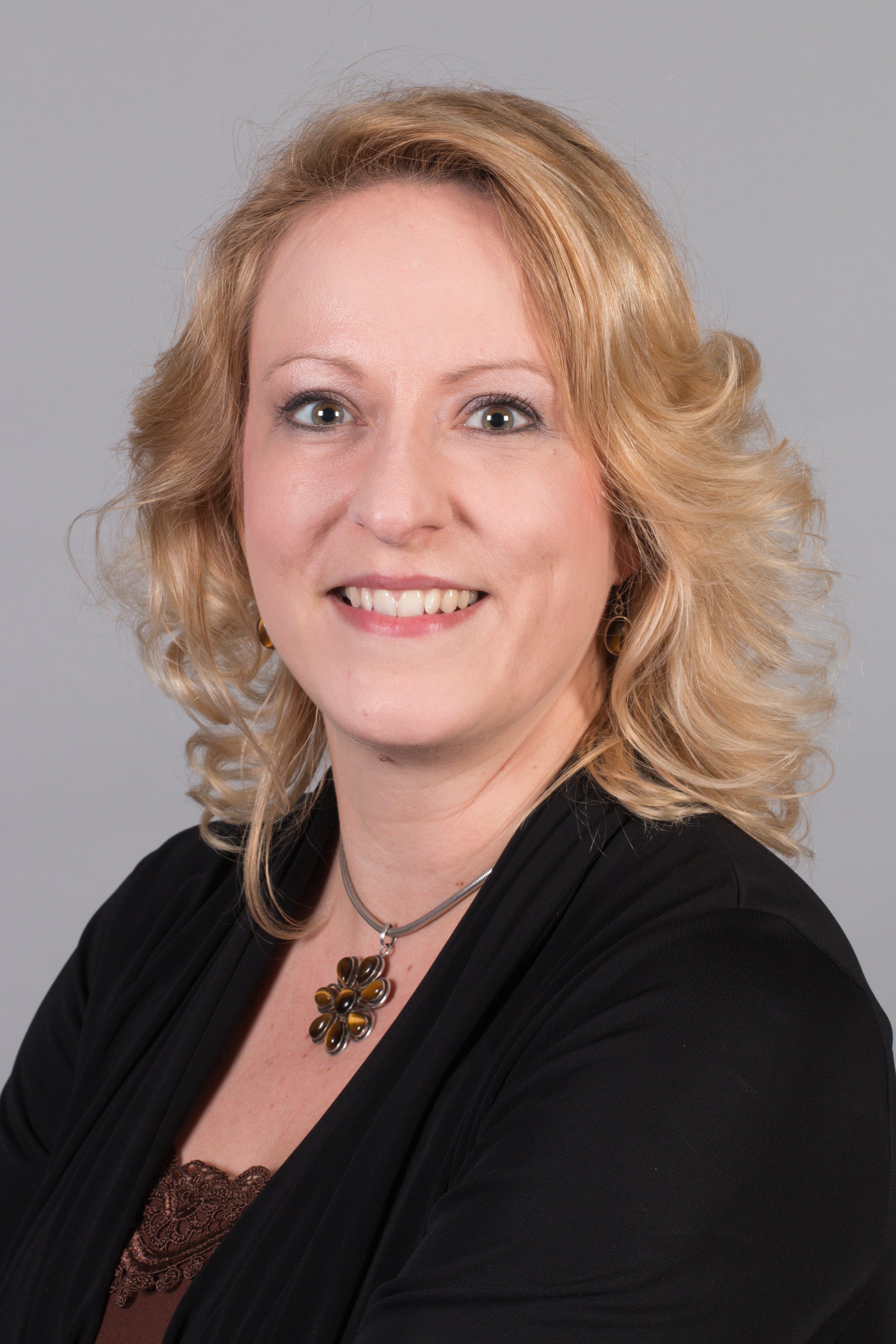
Esther de Lange, líder do partido no Parlamento Europeu.

| Data | Cabeça de lista   | CI. | Votos     | %             | +/-  | Deputados | +/-     |
| ---- | ----------------- | --- | --------- | ------------- | ---- | --------- | ------- |
| 1979 | Bouke Beumer      | 1.º | 2 017 743 | 35,60 / 100,0 |      | 10 / 25   |         |
| 1984 | Bouke Beumer      | 2.º | 1 590 218 | 30,02 / 100,0 | 5,58 | 8 / 25    | 2       |
| 1989 | Jean Penders      | 1.º | 1 813 035 | 34,60 / 100,0 | 4,58 | 10 / 25   | 2       |
| 1994 | Hanja Maij-Weggen | 1.º | 1 271 840 | 30,77 / 100,0 | 3,83 | 10 / 31   | Estável |
| 1999 | Hanja Maij-Weggen | 1.º | 951 898   | 26,94 / 100,0 | 3,83 | 9 / 31    | 1       |
| 2004 | Camiel Eurlings   | 1.º | 1 164 431 | 24,43 / 100,0 | 2,51 | 7 / 27    | 2       |
| 2009 | Wim van de Camp   | 1.º | 913 233   | 20,05 / 100,0 | 4,38 | 5 / 25    | 2       |
| 2014 | Esther de Lange   | 2.º | 721 766   | 15,18 / 100,0 | 4,87 | 5 / 26    | Estável |
| 2019 | Esther de Lange   | 3.º | 669 555   | 12,18 / 100,0 | 3,00 | 4 / 26    | 1       |

### Eleições municipais
| Data | CI. | Votos     | %              | +/-   | Lugares       | +/- |
| ---- | --- | --------- | -------------- | ----- | ------------- | --- |
| 1982 | 1.º | 1 920 539 | 28,90 / 100,00 |       |               |     |
| 1986 | 2.º | 2 192 065 | 27,96 / 100,00 | 0,94  |               |     |
| 1990 | 1.º | 2 048 995 | 35,30 / 100,00 | 7,34  |               |     |
| 1994 | 1.º | 1 639 859 | 21,59 / 100,00 | 13,71 |               |     |
| 1998 | 1.º | 1 421 976 | 20,38 / 100,00 | 1,21  |               |     |
| 2002 | 2.º | 1 319 718 | 20,50 / 100,00 | 1,76  | 2 050 / 8 809 |     |
| 2006 | 3.º | 1 162 829 | 16,83 / 100,00 | 3,67  | 1 754 / 8 854 | 296 |
| 2010 | 4.º | 974 232   | 14,08 / 100,00 | 2,75  | 1 531 / 8 654 | 323 |
| 2014 | 2.º | 965 746   | 14,43 / 100,00 | 0,35  | 1 498 / 8 454 | 33  |
| 2018 | 3.º | 910 441   | 13,41 / 100,00 | 1,02  | 1 293 / 7 886 | 205 |

### Eleições provinciais
| Províncias        | 1982      | 1985      | 1985 | 1987      | 1987    | 1991      | 1991    | 1995      | 1995 | 1999      | 1999    | 2003      | 2003    | 2007      | 2007 | 2011     | 2011 | 2015     | 2015    | 2019     | 2019 |
| ----------------- | --------- | --------- | ---- | --------- | ------- | --------- | ------- | --------- | ---- | --------- | ------- | --------- | ------- | --------- | ---- | -------- | ---- | -------- | ------- | -------- | ---- |
| Brabante do Norte | 39 / 79   |           |      | 36 / 79   | 3       | 37 / 79   | 1       | 25 / 79   | 12   | 28 / 79   | 3       | 30 / 79   | 2       | 18 / 55   | 12   | 10 / 55  | 8    | 9 / 55   | 1       | 8 / 55   | 1    |
| Drenthe           | 14 / 51   |           |      | 13 / 51   | 1       | 14 / 51   | 1       | 11 / 51   | 3    | 10 / 51   | 1       | 12 / 51   | 2       | 10 / 41   | 2    | 6 / 41   | 4    | 6 / 41   | Estável | 5 / 41   | 1    |
| Flevolândia       | -         | 11 / 39   |      | 12 / 39   | 1       | 11 / 43   | 1       | 8 / 43    | 3    | 10 / 47   | 2       | 10 / 47   | Estável | 8 / 39    | 2    | 4 / 39   | 4    | 5 / 41   | 1       | 3 / 41   | 2    |
| Frísia            | 20 / 55   |           |      | 19 / 55   | 1       | 19 / 55   | Estável | 18 / 55   | 1    | 18 / 55   | Estável | 16 / 55   | 2       | 12 / 43   | 4    | 8 / 43   | 4    | 9 / 43   | 1       | 8 / 43   | 1    |
| Guéldria          | 27 / 71   |           |      | 27 / 75   | Estável | 29 / 75   | 2       | 19 / 75   | 10   | 19 / 75   | Estável | 24 / 75   | 5       | 15 / 53   | 9    | 9 / 55   | 6    | 9 / 55   | Estável | 7 / 53   | 2    |
| Groninga          | 13 / 55   |           |      | 13 / 55   | Estável | 14 / 55   | 1       | 11 / 55   | 3    | 11 / 55   | Estável | 12 / 55   | 1       | 9 / 43    | 3    | 5 / 43   | 4    | 5 / 43   | Estável | 3 / 43   | 2    |
| Holanda do Norte  | 19 / 79   |           |      | 21 / 79   | 2       | 20 / 79   | 1       | 13 / 79   | 7    | 14 / 79   | 1       | 17 / 83   | 3       | 10 / 55   | 7    | 5 / 55   | 5    | 5 / 55   | Estável | 4 / 55   | 1    |
| Holanda do Sul    | 22 / 83   |           |      | 24 / 83   | 2       | 23 / 83   | 1       | 15 / 83   | 8    | 16 / 83   | 1       | 20 / 83   | 4       | 13 / 55   | 7    | 6 / 55   | 7    | 7 / 55   | 1       | 4 / 55   | 3    |
| Limburgo          | 34 / 63   |           |      | 28 / 63   | 6       | 31 / 63   | 3       | 23 / 63   | 8    | 23 / 63   | Estável | 28 / 63   | 5       | 18 / 47   | 10   | 10 / 47  | 8    | 11 / 47  | 1       | 9 / 47   | 2    |
| Overissel         | 27 / 63   |           |      | 27 / 63   | Estável | 27 / 63   | Estável | 21 / 63   | 6    | 22 / 63   | 1       | 24 / 63   | 1       | 17 / 47   | 7    | 11 / 47  | 6    | 11 / 47  | Estável | 9 / 47   | 2    |
| Utrecht           | 18 / 59   |           |      | 19 / 59   | 1       | 19 / 63   | Estável | 12 / 63   | 7    | 13 / 63   | 1       | 16 / 63   | 3       | 11 / 47   | 5    | 6 / 47   | 5    | 6 / 49   | Estável | 5 / 49   | 1    |
| Zelândia          | 15 / 47   |           |      | 15 / 47   | Estável | 13 / 47   | 2       | 10 / 47   | 3    | 10 / 47   | Estável | 13 / 47   | 3       | 10 / 39   | 3    | 6 / 39   | 4    | 6 / 39   | Estável | 7 / 39   | 1    |
| Países Baixos     | 248 / 705 | 259 / 744 | 11   | 254 / 748 | 5       | 257 / 756 | 3       | 186 / 756 | 71   | 194 / 760 | 8       | 222 / 764 | 28      | 151 / 564 | 71   | 86 / 566 | 65   | 89 / 570 | 3       | 72 / 570 | 17   |